# Museniopsis
Museniopsis är ett släkte av flockblommiga växter. Museniopsis ingår i familjen flockblommiga växter.
Kladogram enligt Catalogue of Life:
| Museniopsis | \| \| Museniopsis aegopodioides \| \| \| \| \| \| Museniopsis tenuissima \| \| \| \| |
|             | \| \| Museniopsis aegopodioides \| \| \| \| \| \| Museniopsis tenuissima \| \| \| \| |
|             | Museniopsis aegopodioides                                                            |
|             |                                                                                      |
|             | Museniopsis tenuissima                                                               |
|             |                                                                                      |